# シュラウド (ストリーマー)
マイケル・グゼシェック（Michael Grzesiek、1994年6月2日 - ）は、shroud（シュラウド）として知られるカナダ出身、アメリカ合衆国カリフォルニア州在住のTwitchストリーマー。Counter-Strike: Global Offensive（CS:GO）の元プロゲーマー。
CS:GOだけでなく、PLAYERUNKNOWN'S BATTLEGROUNDS（PUBG）やコール オブ デューティ ブラックオプス4 ブラックアウト、レインボーシックス シージのプレイで知られている。Twitchで最も人気のあるストリーマーの1人であり、2022年12月時点で約1040万人のチャンネルフォロワーがいる。

## 来歴
グゼシェックは、ExertusやManajumaといったESEAチームに所属し、CS:GOシーンにおけるキャリアを開始した。その後、Complexity Gamingに代役として買収され、ComplexityがCloud9に買収された2014年8月にCloud9と契約。ESL One Cologne 2017においてチームを2位に導き、2016年のESL Pro League Season 4において優勝した。
2018年4月18日、Twitter上でCloud9とCS:GOのプロシーンからの引退を発表した。。その後は、Old Guys Clubで時折CS:GOをプレイしている。また、PUBG Twitch Rivalsトーナメントにも参加し、デュオチームで2位となり、5,450ドルの賞金を獲得した。2019年10月25日よりMixerとの独占配信契約を結び配信プラットフォームを移行していたが、2020年7月24日のMixerのサービス終了に伴い契約解除。その後、8月12日にTwitchにフルタイムストリーマーとして復帰した。2022年7月9日、プロゲーミングチームSentinelsにValorant部門として加入。

## エピソード
Cloud9とCS:GO引退時に、自身のTwitter上で『プロゲーマーになるルールブックはない。プロになる計画を立てて、自身を成長させる方法すらさっぱりだ。若いときから、友達やボスキャラクターを倒したいだけだった。そしてある日気づくと、退職届を書いていた。』と語っている。

## 最もプレイしたゲーム
CS:GOプレイヤーからTwitch上でのフルタイムストリーマーになった後、グゼシェックは様々なゲームをプレイしている。配信は13,119時間、視聴回数は5億7,000万回を超えた。最も配信されたゲームは以下になる。
| 順位 | ゲーム                           |
| ---- | -------------------------------- |
| 1    | PUBG: BATTLEGROUNDS              |
| 2    | VALORANT                         |
| 3    | World of Warcraft                |
| 4    | Counter-Strike: Global Offensive |
| 5    | Apex Legends                     |
| 6    | Escape from Tarkov               |
| 7    | New World                        |
| 8    | DayZ                             |
| 9    | Tom Clancy's Rainbow Six Siege   |
| 10   | Call of Duty: Black Ops 4        |

## 主な実績
| 日付       | トーナメント                                  | 順位    | 階級     | 賞金     |
| ---------- | --------------------------------------------- | ------- | -------- | -------- |
| 2017-07-09 | ESL One: Cologne 2017                         | 2位     | プレミア | $40,000  |
| 2017-06-25 | Esports Championship Series Season 3 - Finals | ベスト4 | プレミア | $65,000  |
| 2017-06-11 | Americas Minor Championship - Kraków 2017     | 優勝    | マイナー | $30,000  |
| 2016-10-30 | ESL Pro League Season 4 - Finals              | 優勝    | プレミア | $200,000 |
| 2016-09-18 | DreamHack Open Bucharest 2016                 | 2位     | プレミア | $20,000  |
| 2016-07-21 | ELEAGUE Season 1                              | ベスト8 | プレミア | $50,000  |
| 2016-06-25 | Esports Championship Series Season 1 - Finals | ベスト6 | プレミア | $65,000  |
| 2015-11-15 | iBUYPOWER Cup                                 | 1位     | プレミア | $65,000  |
| 2015-07-05 | ESL ESEA Pro League Season 1 - Finals         | 2位     | プレミア | $60,000  |
| 2015-06-22 | ESL ESEA Pro League Season 1 - North America  | 優勝    | プレミア | $18,000  |